# N'ssi N'ssi
N'ssi N'ssi é um álbum de estúdio do cantor argelino Khaled, lançado em 1993.
| Críticas profissionais | Críticas profissionais |
| Avaliações da crítica  | Avaliações da crítica  |
| Fonte                  | Avaliação              |
| ---------------------- | ---------------------- |
| Allmusic               | [ 1 ]                  |

## Lista de faixas
| N.º            | Título         | Compositor(es)        | Produtor(es)    | Duração |  |
| 1.             | "Serbi Serbi"  | Hadj Brahim Khaled    | Don Was         | 6:18    |  |
| 2.             | "Kebou"        | Khaled                | Philippe Eidel  | 4:53    |  |
| 3.             | "Adieu"        | Khaled, Kada Mustapha | Was             | 5:34    |  |
| 4.             | "Chebba"       | Khaled, Safy Boutella | Was             | 5:36    |  |
| 5.             | "Les Ailes"    | Khaled                | Eidel           | 4:54    |  |
| 6.             | "Alech Taadi"  | Khaled                | Eidel           | 4:09    |  |
| 7.             | "Bakhta"       | Khaled                | Eidel           | 5:11    |  |
| 8.             | "N'ssi N'ssi"  | Khaled, Mustapha      | Was             | 3:30    |  |
| 9.             | "Zine a Zine"  | Khaled                | Eidel           | 4:44    |  |
| 10.            | "Abdel Kader"  | Khaled                | Richard Evans   | 6:08    |  |
| 11.            | "El Marsem"    | Khaled                | Laurent Guéneau | 4:58    |  |
| Duração total: | Duração total: | Duração total:        | Duração total:  | 55:55   |  |